# Kvarngölen (Södra Vi socken, Småland, 639775-149494)
Kvarngölen är en sjö i Vimmerby kommun i Småland och ingår i Motala ströms huvudavrinningsområde.